# Pila a mercurio

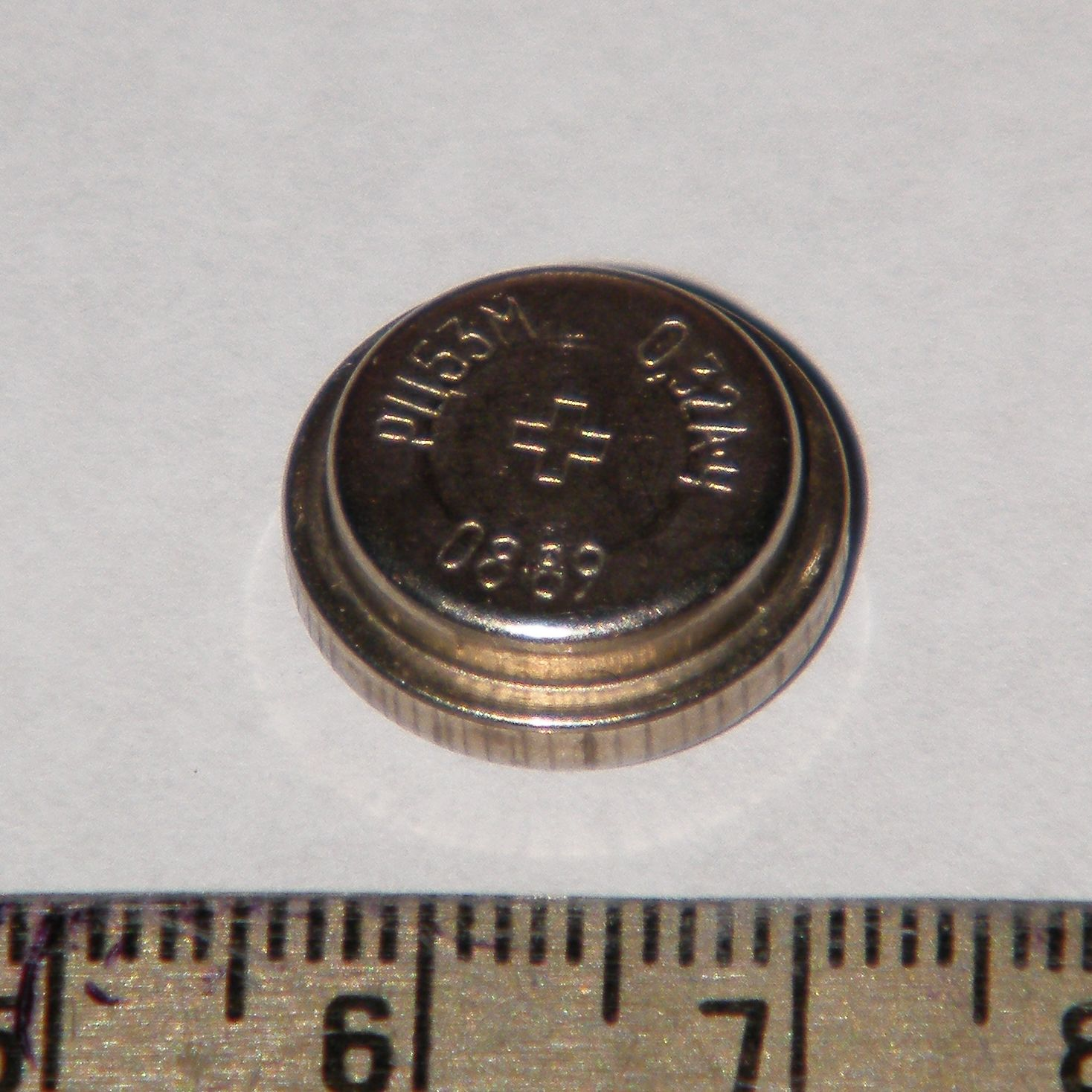
Pila a mercurio

Una pila a mercurio (chiamata anche pila ad ossido di mercurio o a cella a mercurio o pila Ruben-Mallory), è una particolare cella galvanica primaria, ovvero non ricaricabile.

## Dettagli costruttivi e funzionamento
Le pile a mercurio sono costituite da un anodo di zinco e un catodo di acciaio, separati da un elettrolita costituito da una pasta alcalina di idrossido di potassio (KOH).
All'anodo avviene la seguente reazione di ossidazione:
Zn + 2OH- -> ZnO + H2O + 2e-
mentre al catodo avviene la seguente reazione di riduzione:
HgO + H2O + 2e- -> Hg + 2OH-
La reazione completa è quindi:
Zn + HgO -> ZnO + Hg
Tale reazione assicura una differenza di potenziale teorica di 1,3 V.

## Impieghi e normative
Conseguentemente al suo contenuto di mercurio (metallo altamente tossico), e alle derivanti preoccupazioni ambientali, la vendita di pile al mercurio è vietata in molti paesi; inoltre gli enti di standardizzazione ANSI e IEC hanno ritirato le norme relative alla produzione di questo tipo di pile.
La tecnologia delle pile al mercurio è stata sviluppata principalmente per pile del tipo "a bottone" utilizzate soprattutto in orologi e calcolatrici (data la loro ridotta dimensione e la lunga durata).